# Artibeus concolor
Artibeus concolor е вид прилеп от семейство Американски листоноси прилепи (Phyllostomidae). Видът не е застрашен от изчезване.

## Разпространение
Разпространен е в Боливия, Бразилия, Венецуела, Гвиана, Еквадор, Колумбия, Перу, Суринам и Френска Гвиана.

## Описание
Теглото им е около 19,6 g.
Популацията на вида е стабилна.